# Tell Me Why (canción de Spice Girls)
«Tell Me Why» es una canción de las Spice Girls, que estaba prevista como el tercer sencillo (en toda Europa) de su tercer álbum de estudio Forever para promocionarlo. 

## Historia
Debido a las malas ventas del álbum, el sencillo fue cancelado. Varios sencillos de promoción ya habían circulado por toda Europa, Australia y otros países. A pesar de que este sencillo fue cancelado, se convirtió en un éxito en las discotecas. Melanie Chisholm no coescribió esta canción, porque estaba ocupada con la grabación y la promoción de su álbum como solista, y fue escrita principalmente por Victoria Beckham y Melanie Brown. Es notable, por primera vez, que la voz de Beckham abre uno de los sencillos de las Spice Girls.

## Lanzamiento
La canción fue lanzada como un sencillo para la radio en Filipinas para promover el álbum. Se las arregló para hacerse con el número dos, únicamente en las votaciones y las peticiones.
Se realizaron sencillos de promoción que circularon por Europa, Australia y Canadá entre otros.
Una remezcla de Jonathan Peters de esta canción está incluida como un tema extra en iTunes, junto con la venta del álbum de las Spice Girls: Greatest Hits.

## Letra
Las letras son una respuesta amarga al otro lado de una relación rota, aunque puede o no ser una relación romántica. Debido a la ambigüedad de los pronombres pueden ser de hecho sobre la salida de un miembro del grupo, Geri Halliwell: 
" We started with dreams (Todo empezó con sueños) /
We started a team  (Empezamos un equipo) / 
But you weren't as true as you always seemed (Pero no eras tan sincero como parecías) / 
You promised to love  (Prometiste amar) / 
No matter what (Sin importar que) / 
Yet you turned your back and walked out on me (Pero te alejaste de mi). "

## Versiones

### Estudio
- Álbum Versión 4:15
- Radio Edit 3:44

### Remixes
- Jonathan Peters Club Mix - 9:19
- Jonathan Peters Radio Edit - 3:26
- Thunderpuss TV Track - 3:45
- Thunderpuss Radio Instrumental - 3:45
- Thunderpuss Club Instrumental - 10:53
- Live Performance Track - 3:45
- Thunderdub - 8:52
- Thunderpuss Radio (Vox Up) - 3:44
- Thunderpuss Club Mix - 6:16
- Thunderpuss Club Anthem - 10:55
- Thunderpuss Tribe-A-Pella - 8:07
- Thunderpuss Mixshow - 7:37
- Thunderpuss Radio - 3:41

## Formatos
| UK Promo CD 1 (VSCDJ1800) 1. «Tell Me Why» [Radio Edit] — 3:42 UK Promo CD 2 (VSCDJX1800) 1. «Tell Me Why» [Radio Edit] — 3:42 2. «Tell Me Why» [Thunderpuss Radio Edit] — 3:39 3. «Tell Me Why» [Thunderpuss Club Anthem] — 10:55 4. «Tell Me Why» [Jonathan Peters Radio Edit] — 3:25 5. «Tell Me Why» [Jonathan Peters Club Mix] — 9:19 Australia Promo CD (TVSPICE001) 1. «Tell Me Why» [Radio Edit] — 3:42 2. «Tell Me Why» [Thunderpuss Radio Edit] — 3:39 3. «Tell Me Why» [Thunderpuss Club Anthem] — 10:55 4. «Tell Me Why» [Jonathan Peters Radio Edit] — 3:25 5. «Tell Me Why» [Jonathan Peters Club Mix] — 9:19 UK Promo CD-R 1 (N/A) 1. «Tell Me Why» [Thunderpuss Club Anthem] — 10:55 2. «Tell Me Why» [Jonathan Peters Radio Edit] — 3:25 3. «Tell Me Why» [Jonathan Peters Club Mix] — 9:19 UK Promo CD-R 2 (N/A) 1. «Tell Me Why» [Radio Edit] — 3:42 2. «Tell Me Why» [Thunderpuss Radio Edit] — 3:39 3. «Tell Me Why» [Thunderpuss Club Anthem] — 10:55 4. «Tell Me Why» [Jonathan Peters Radio Edit] — 3:25 5. «Tell Me Why» [Jonathan Peters Club Mix] — 9:19 | UK Promo CD-R 3 (N/A) 1. «Tell Me Why» [Thunderpuss Club Anthem] — 10:55 2. «Tell Me Why» [Thunderpuss Mixshow] — 7:51 3. «Tell Me Why» [Thunderpuss Tribe-A-Pella] — 8:02 4. «Tell Me Why» [Thunderdub] — 8:46 5. «Tell Me Why» [Thunderpuss Radio] — 3:39 6. «Tell Me Why» [Thunderpuss Radio - Vox Up] — 3:39 7. «Tell Me Why» [TV Track] — 3:39 8. «Tell Me Why» [Live Performance Track] — 3:39 9. «Tell Me Why» [Radio Instrumental] — 3:39 10. «Tell Me Why» [12" Instrumental] — 10:55 Canada Promo CD-R (N/A) 1. «Tell Me Why» [Radio Edit] — 3:42 2. «Tell Me Why» [Album Version] — 4:13 UK Promo Vinilo (VSTFDJ1800) 1. «Tell Me Why» [Thunderpuss Club Anthem] — 10:55 2. «Tell Me Why» [Jonathan Peters Club Mix] — 9:19 |

- Datos: Q2917955